# Воскресенка (Энгельсский район)
Воскресенка — село в Энгельсском районе Саратовской области России. Входит в состав сельского поселения Безымянское муниципальное образование.
Основано украинскими переселенцами в последней четверти XVIII века
Население - 808 (2019)

## История
Основано украинскими переселенцами в последней четверти XVIII века в период активного заселения Заволжья малоросскими крестьянами и солевозами. Согласно преданию, первые жители прибыли на место поселения в воскресенье, чем и объясняется название Воскресенка (также Воскресенское). В 1840 году в деревню приехали русские переселенцы из Курской, Орловской и Тамбовской губерний. Место, на котором они обосновались, называлось "Поляна", в то время как старую украинскую часть Воскресенки называли "Украина"
На момент отмены крепостного права в Воскресенке насчитывалось 209 дворов, 1086 мужчин и 1109 женщин. Проводились две ежегодные ярмарки, земли и крестьяне считались государственными. В 1866 году на средства прихожан был построен новый храм. Через год при нём открылась смешанная школа грамоты. Эта церковь, уже через несколько лет была уничтожена пожаром, и в 1873 году рядом возвели новое здание церкви, а на месте пожарища поставили деревянную часовню. В Воскресенке имелось два сельских общества: русское и украинское. По состоянию на 1890 год в их распоряжении было 14686 десятин удобной земли и 5289 неудобной. В 1896 году в селе открылась земская школа, в 1897 году начала работу библиотека-читальня, в 1898 году – церковно-приходская школа. В 1904 году открылась вторая земская школа. Административно Восресенка являлась центром Воскресенской волости Новоузенского уезда Самарской губернии.
В гражданскую войну весной 1921 года в селе дислоцировалась зелёная повстанческая банда в 50 сабель. Население края резко сократилось в период массового голода в Поволжье. В годы коллективизации в селе были созданы колхозы "Красная поляна" и "Украинец". С 1935 по 1941 год село являлось центром Воскресенского сельсовета Лизандергейского кантона АССР немцев Поволжья.
С началом Великой Отечественной войны большинство мужчин ушло на фронт. В боях с немецко-фашистскими захватчиками погибли 150 жителей села.
В поздний советский период в Воскресенке размещалась центральная усадьба колхоза "Россия". В 1976 году местная школа получила статус средней, в 1979 году было построено современное двухэтажное типовое здание. 

## Физико-географическая характеристика
Село находится в Низком Заволжье, в пределах Сыртовой равнины, относящейся к Восточно-Европейской равнине, у истоков реки Тарлык. Высота центра населённого пункта - 69 метров над уровнем моря. Рельеф местности полого-увалистый. Почвенный покров сформирован каштановыми почвами. Почвообразующие породы - глины и суглинки.
По автомобильным дорогам расстояние до административного центра сельского поселения села Безымянное составляет 46 км, районного центра города Энгельс - 78 км, до областного центра города Саратова - 88 км. Ближайшая железнодорожная станция расположена в селе Безымянном.
Климат
Климат умеренный континентальный (согласно классификации климатов Кёппена - Dfa). Многолетняя норма осадков - 404 мм. Наибольшее количество осадков выпадает в июле - 42 мм, наименьшее в марте - 23 мм. Среднегодовая температура положительная и составляет + 6,8 °С, средняя температура самого холодного месяца января -10,0°С, самого жаркого месяца июля +23,0 °С.
Часовой пояс
Воскресенка, как и вся Саратовская область, находится в часовой зоне МСК+1. Смещение применяемого времени относительно UTC составляет +4:00.

## Население
Динамика численности населения
| 1861 | 1890 | 1897 | 1910 | 1926 |
| ---- | ---- | ---- | ---- | ---- |
| 2195 | 2874 | 3314 | 5276 | 2989 |

| 2002 | 2010 | 2019 |
| ---- | ---- | ---- |
| 849  | ↘758 | ↗808 |

## Наименование улиц
- В селе 17 улиц[источник не указан 3466 дней]. :

| - Береговая - Волжская - Дачная | - Дорожная - Заречная - Луговая | - Малая - Минская - Мира | - Мичурина - Молодёжная - Полевая | - Полтавская - Проезжая - Рабочая | - Степная - Центральная |

## Инфраструктура
В селе работают дом культуры, фельдшерско-акушерский пункт, детский сад, средняя общеобразовательная школа, отделение связи, магазины, кафе.

## Достопримечательности
- Памятная доска, посвящённая труженикам тыла, работавшим в колхозах «Красная поляна» и «Украинец» во время Великой Отечественной войны. Установлена в мае 2010 года[14]
- Поклонный крест, установленный в августе 2010 года[15]

## Фотогалерея

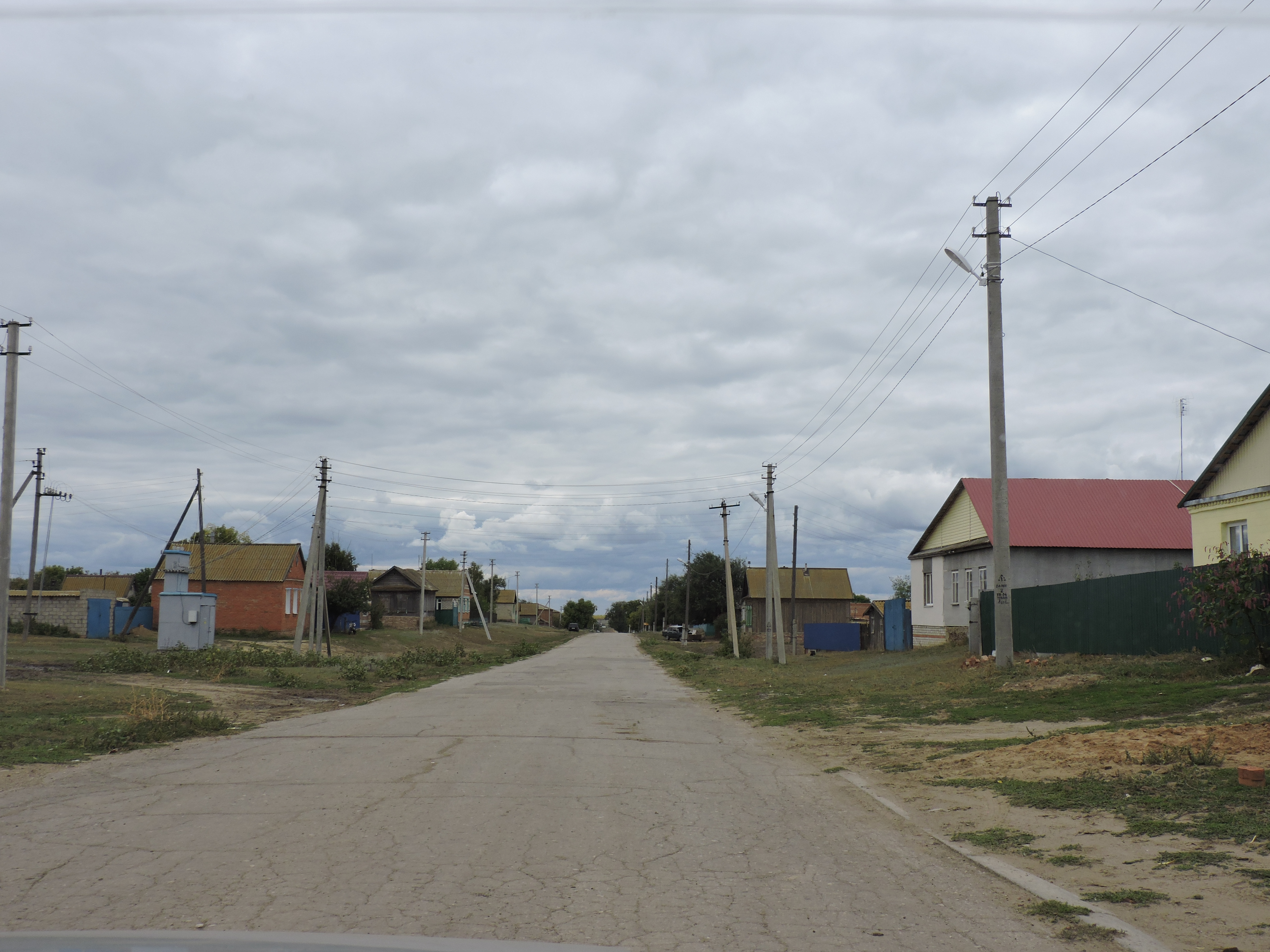
Главная улица в селе
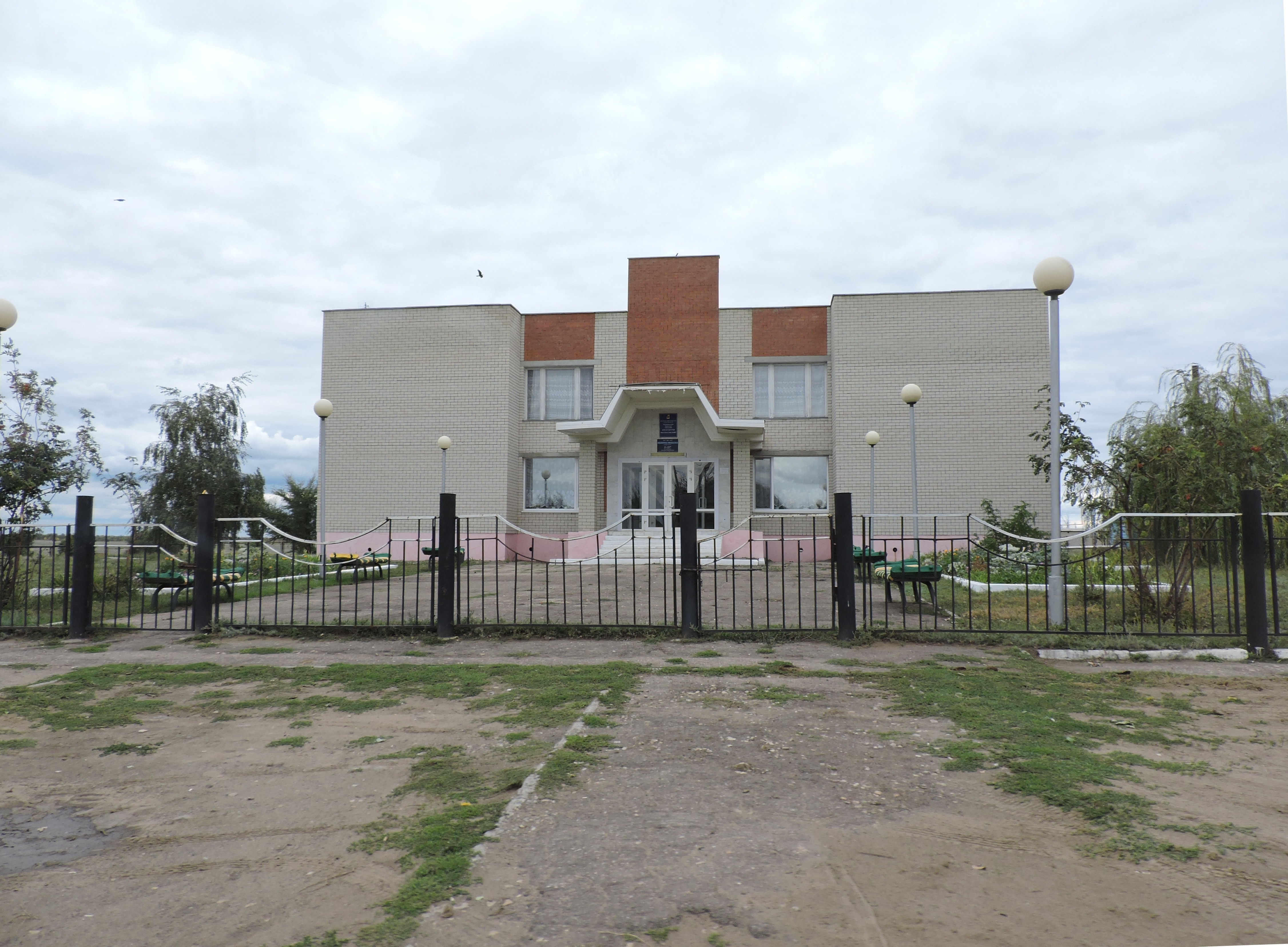
Клуб
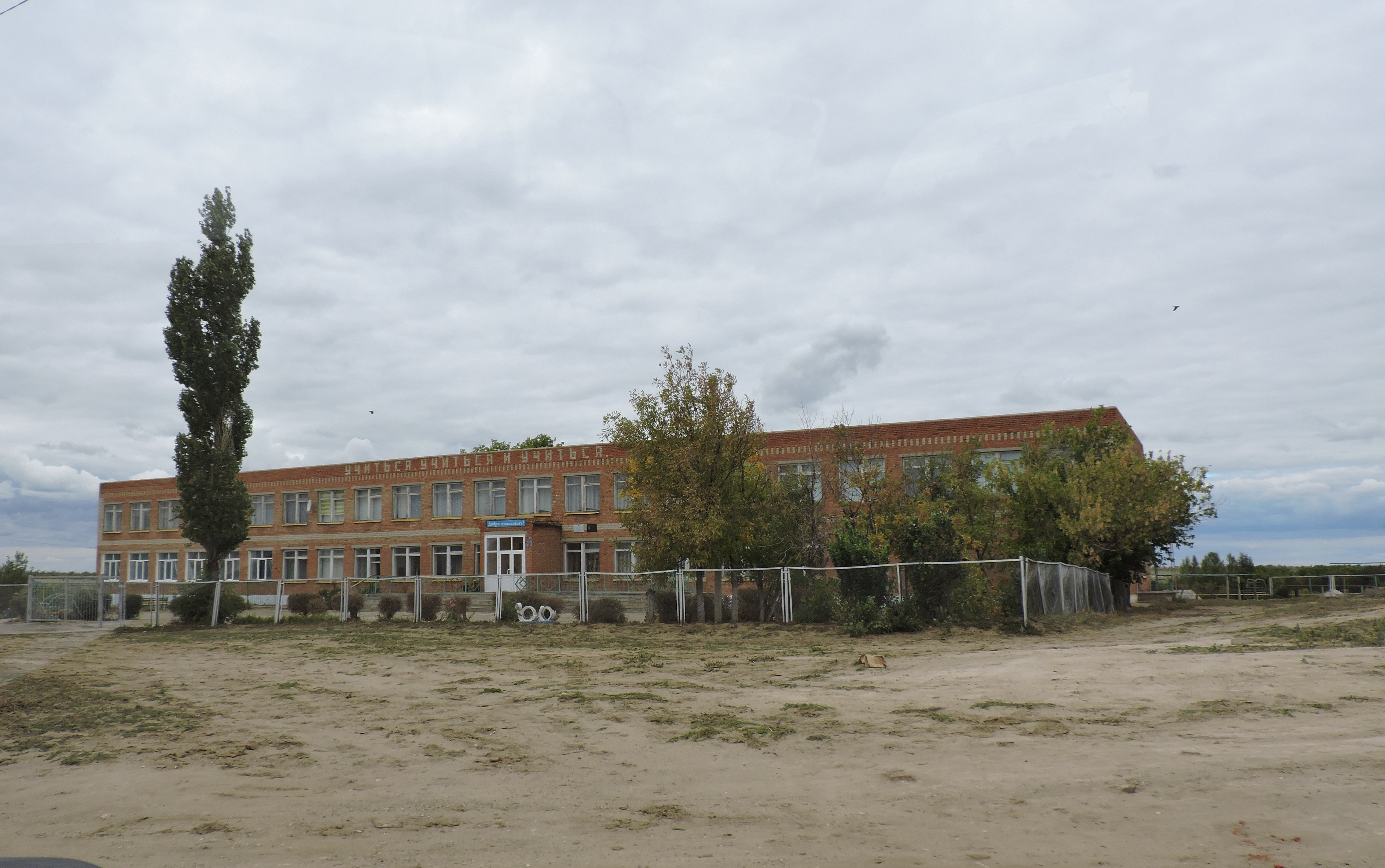
Средняя школа
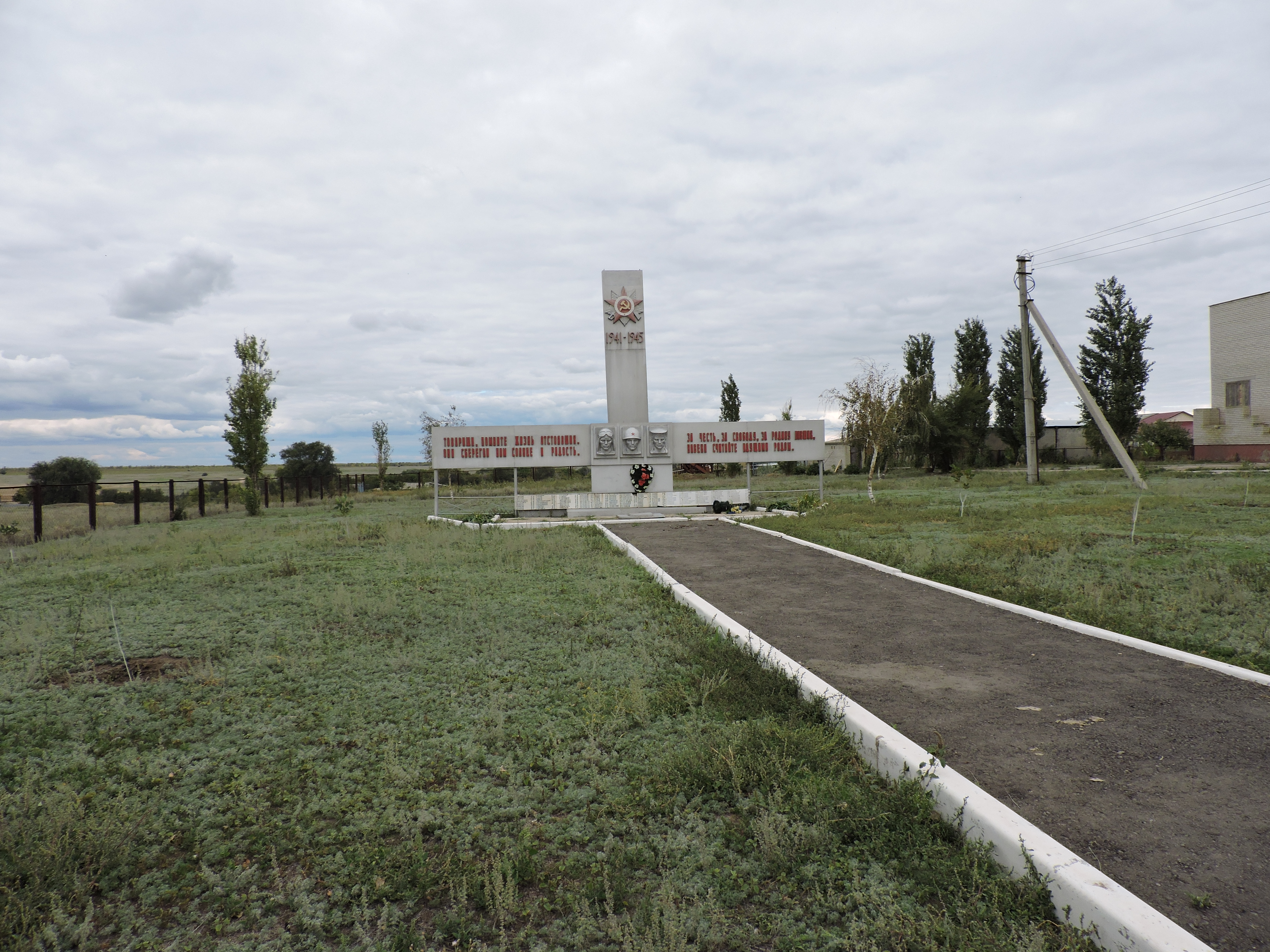
Памятник Героям ВОВ
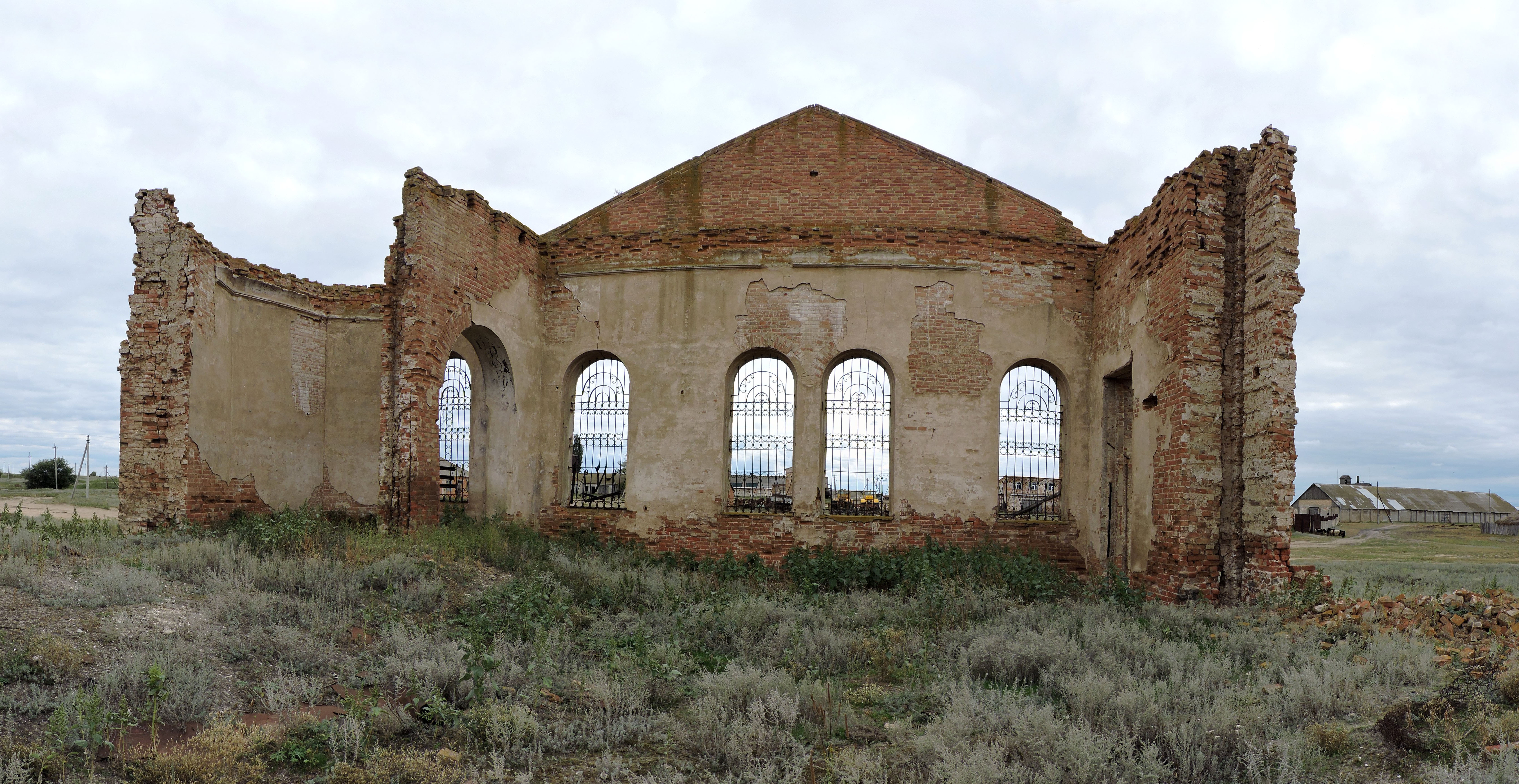
Руины бывшего храма
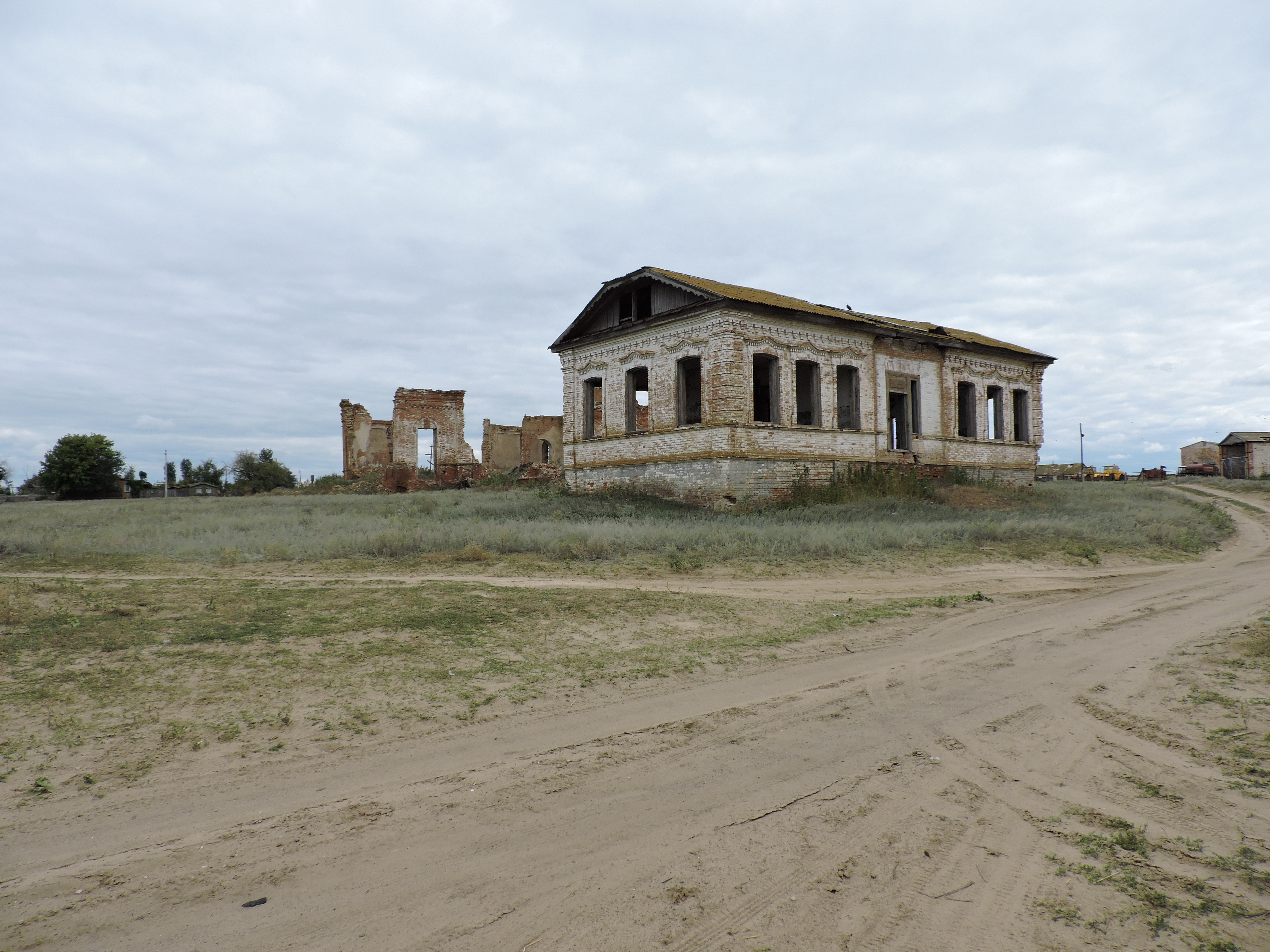
Бывшая земская школа